# Dimorphocarpa membranacea
Dimorphocarpa membranacea là một loài thực vật có hoa trong họ Cải. Loài này được (Payson) Rollins mô tả khoa học đầu tiên năm 1979.